# Marc Madiot

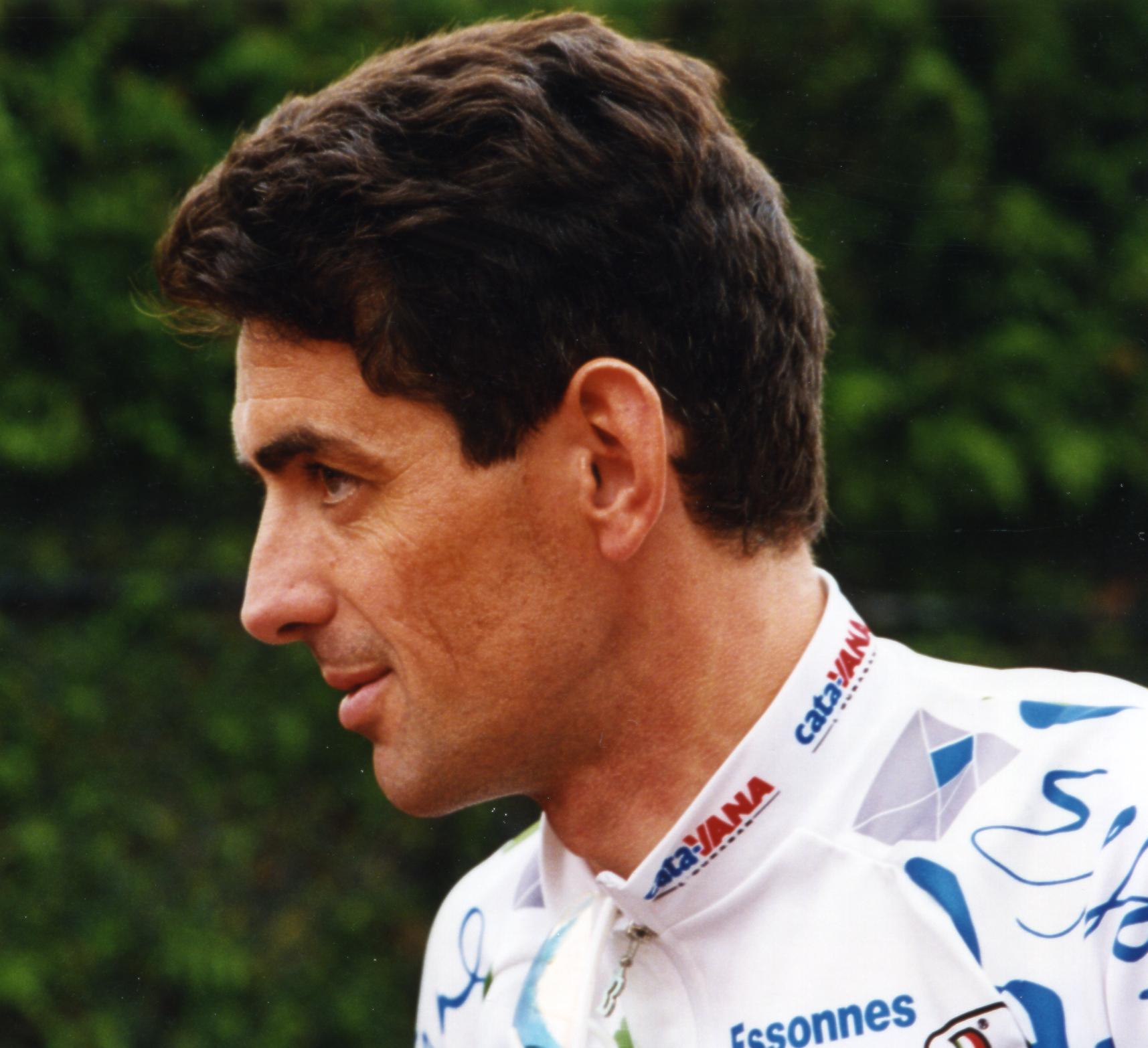
Marc Madiot 1994.

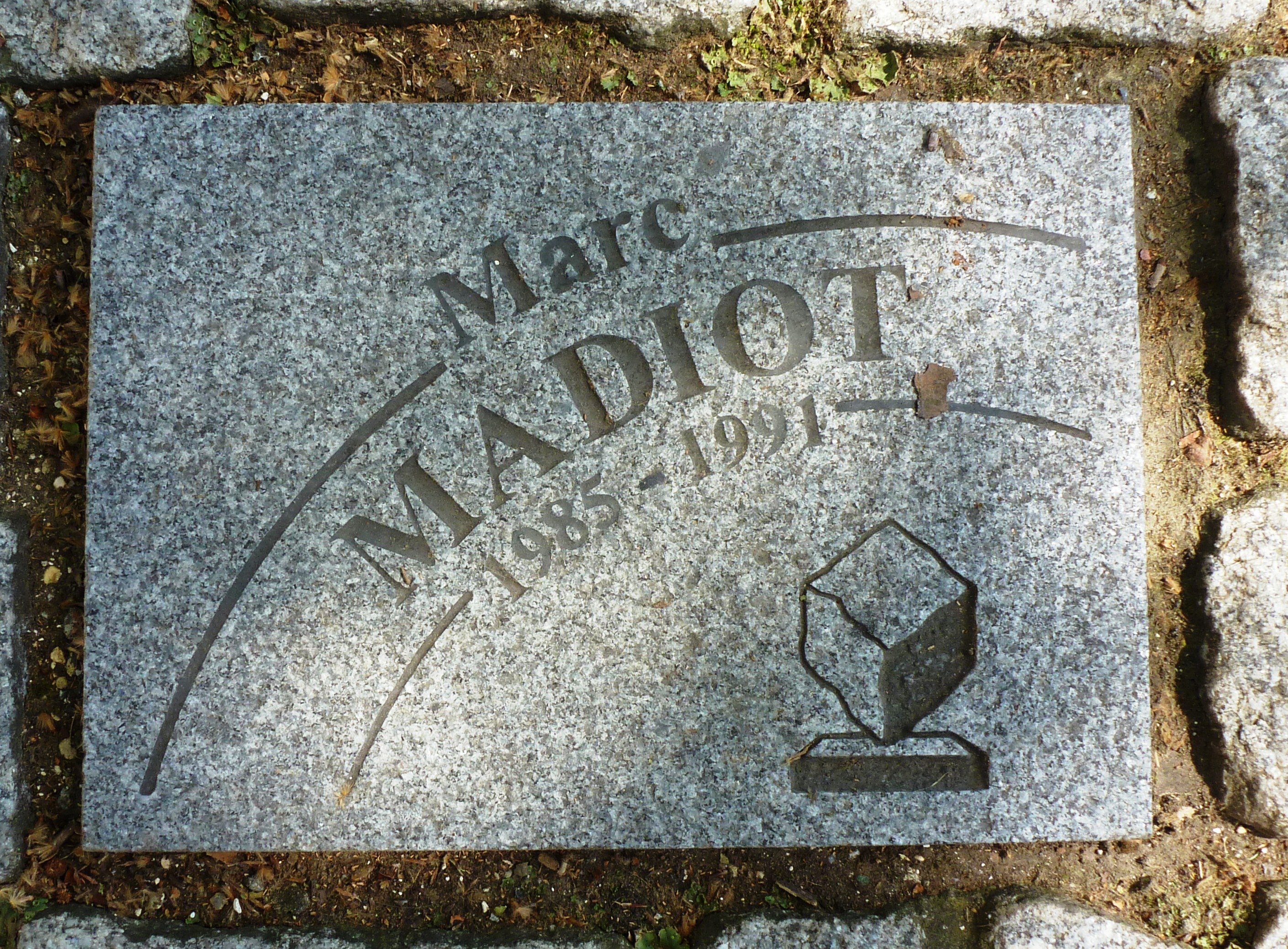
Marc Madiots sten på Allée Charles Crupelandt i Roubaix.

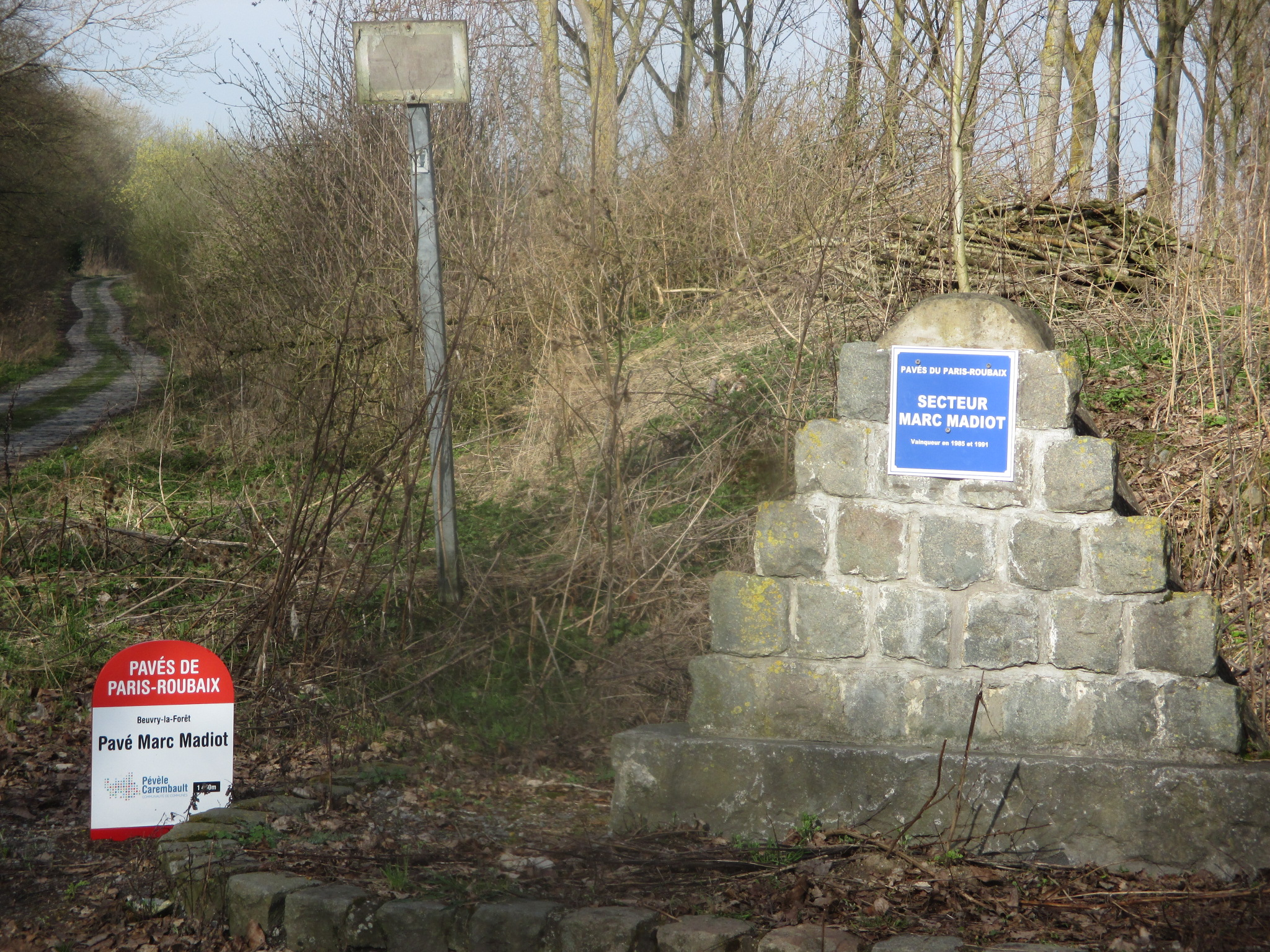
Marc Madiots pavé-avsnitt i Paris–Roubaix.

Marc Madiot, född den 16 april 1959 i Renazé, är en fransk tidigare landsvägscyklist som var professionell från 1980 (efter att ha deltagit i Olympiska spelen detta år och blivit nia i linjeloppet) till 1994. Som professionell är hans främsta meriter segrarna i Paris–Roubaix 1985 och 1991, den franska mästartiteln i linjelopp 1982 och en etappseger i Tour de France 1984. Han tävlade även i cykelcross och blev fransk mästare även i denna disciplin (1982).
Efter karriären, som avslutades efter ett brutet ben i Paris–Roubaix 1994, grundade Madiot stallet Française des Jeux 1997 och engagerade även sin yngre bror Yvon (även han landsvägscyklist och liksom brodern tidigare fransk mästare i både linjelopp och cykelcross – bröderna körde också i samma stall 1983–1994) som sportdirektör i detta projekt.

## Meriter

### Landsväg

#### Amatör
| 1979 Vinnare av Boucles de la Mayenne Vinnare av Paris–Roubaix Espoirs | 1980 6:a totalt i Ruban Granitier Breton 9:a i linjelopp vid Olympiska spelen |

#### Professionell
| 1981 Vinnare totalt av Tour du Limousin 2:a totalt i Tour Cycliste du Tarn et du Rouergue Vinnare av bergspristävlingen 3:a totalt i Tour de l'Oise 3:a totalt i Paris–Bourges 3:a i Tour de Vendée 4:a i Grand Prix de Mauléon-Moulins 8:a totalt i Dunkerques fyradagars 10:a totalt i Étoile de Bessèges 1992 2:a totalt i Tour du Limousin 2:a totalt i Paris–Bourges 2:a i Circuit de l'Aulne 9:a totalt i Tour d'Armorique 1983 Vinnare av Polynormande 2:a totalt i Paris–Bourges 2:a i Grand Prix de Plouay 3:a totalt i Giro di Sardegna Vinnare av etapp 4 3:a totalt i Étoile des Espoirs 4:a totalt i Tour du Vaucluse 5:a i Paris–Roubaix 8:a totalt i Tour de France 9:a i Trofeo Baracchi med Laurent Fignon 9:a totalt i Tour du Limousin 1984 Vinnare av etapp 2 i Tour de France Vinnare av Trophée des Grimpeurs Vinnare av Circuit de l'Aulne Vinnare av etapp 5 i Tirreno–Adriatico Vinnare av etapp 3 i Tour de l'Aude 2:a totalt i Tour du Limousin Vinnare av etapp 1b 4:a i Kuurne–Bryssel–Kuurne 6:a i Liège–Bastogne–Liège 7:a i Tour du Haut Var 1985 Vinnare av Paris–Roubaix Vinnare av Grand Prix de Wallonie Vinnare av Grand Prix de Plumelec Vinnare av etapp 2 i Paris–Nice Vinnare av Grand Prix de Mauléon-Moulins 2:a i GP Pino Cerami 2:a i Circuit de l'Aulne 3:a i Grand Prix de Plouay 3:a i Polynormande 4:a i linjelopp vid Världsmästerskapen 5:a i linjelopp vid Franska mästerskapen 6:a i Paris–Camembert 8:a totalt i Tour de l'Aude 9:a totalt i Étoile des Espoirs 10:a i Paris–Bryssel | 1986 2:a i Tour du Haut Var 1987 Fransk mästare i linjelopp Vinnare totalt av Tour de la Communauté européenne Vinnare av etapp 4 Vinnare av Polynormande 3:a i Giro di Lombardia 3:a totalt i GP du Midi-Libre 5:a i Grand Prix des Nations (ITT) 6:a i Giro del Piemonte 7:a i Liège–Bastogne–Liège 1988 2:a i linjelopp vid Franska mästerskapen 5:a totalt i Setmana Catalana de Ciclisme 5:a i Tour du Haut Var 5:a i Paris–Camembert 7:a i GP des Amériques 9:a totalt i Tour de Romandie 1989 3:a totalt i Paris–Nice 3:a i GP de la Ville de Rennes 5:a i La Flèche Wallonne 6:a i Paris–Roubaix 6:a totalt i GP du Midi-Libre 7:a i Amstel Gold Race 7:a totalt i Critérium International Vinnare av etapp 1 8:a i Züri Metzgete 8:a i GP des Amériques 9:a i Paris–Camembert 1990 7:a i Giro dell'Emilia 1991 Vinnare av Paris–Roubaix 3:a i Trophée des Grimpeurs 5:a i slutställningen av UCI World Cup 6:a i Flandern runt 7:a i Wincanton Classic 7:a i Rund um den Henninger Turm 9:a i Grand Prix de Plouay 10:a i GP des Amériques 1992 Vinnare av Trophée des Grimpeurs 6:a i Züri Metzgete 6:a i Paris–Camembert 7:a i Flandern runt 7:a totalt i Dunkerques fyradagars Vinnare av etapp 5 8:a i Grand Prix de Plouay 1993 2:a i Bordeaux–Caudéran 1994 9:a i Tour du Haut Var |

#### Grand tours – sammanställning
| År   | Tour de France | Tour de France    | Tour de France    | Giro d'Italia  | Giro d'Italia     | Giro d'Italia     | Stall                  |
| År   | Egen placering | Bäste stallkamrat | Bäste stallkamrat | Egen placering | Bäste stallkamrat | Bäste stallkamrat | Stall                  |
| År   | Egen placering | Namn              | Placering         | Egen placering | Namn              | Placering         | Stall                  |
| ---- | -------------- | ----------------- | ----------------- | -------------- | ----------------- | ----------------- | ---------------------- |
| 1982 | 30             | Bernard Hinault   | 1                 | 34             | Bernard Hinault   | 1                 | Renault - Elf - Gitane |
| 1983 | 8              | Laurent Fignon    | 1                 | –              |                   |                   | Renault - Elf - Gitane |
| 1984 | 35             | Laurent Fignon    | 1                 | –              |                   |                   | Renault - Elf          |
| 1985 | 26             | Marc Madiot       | 26                | –              |                   |                   | Renault - Elf          |
| 1987 | 47             | Charly Mottet     | 4                 | –              |                   |                   | Systeme U              |
| 1988 | 66             | Philippe Leleu    | 65                | 12             | Marc Madiot       | 12                | Toshiba                |
| 1989 | 34             | Fabrice Philipot  | 24                | –              |                   |                   | Toshiba                |
| 1991 | 115            | Charly Mottet     | 4                 | –              |                   |                   | R.M.O.                 |
| 1992 | 70             | Jens Heppner      | 10                | –              |                   |                   | Team Telekom           |

### Cykelcross
| 1982 Fransk mästare | 1983 3:a vid Franska mästerskapen | 1985 2:a vid Franska mästerskapen |